# Darrell Roodt
Darrell James Roodt, född 28 april 1962 i Johannesburg i Sydafrika, är en sydafrikansk filmregissör, manusförfattare och producent. Hans förmodligen mest kända verk är filmen Sarafina! från 1992, med Whoopi Goldberg i huvudrollen. Han har därefter jobbat med skådespelare som Patrick Swayze i En buse till pappa (1993), James Earl Jones i Gråt mitt älskade land (1995) och Ice Cube i Dangerous Ground (1997).

## Filmografi (i urval)
- 1992 – Sarafina![2]
- 1993 – En buse till pappa
- 1995 – Gråt mitt älskade land
- 1997 – Dangerous Ground
- 2004 – Dracula 3000 (TV-film)[3]
- 2004 – Yesterday[4]
- 2007 – Prey
- 2018 – Lake Placid: Legacy